# Puchar Białorusi w hokeju na lodzie (2013/2014)
14. edycja Pucharu Białorusi w hokeju na lodzie była rozgrywana od 20 sierpnia 2013 do 1 września 2013 roku. Wzięło w niej udział 12 drużyn, w tym 10 drużyn Ekstraligowych z sezonu 2013/2014, ponadto juniorska reprezentacja Białorusi oraz drużyna Junost’ Mińsk występująca w rozgrywkach MHL. W turnieju pucharowym nie uczestniczył klub Dynama Mińsk, który występuje w lidze (KHL). Po roku przerwy do rozgrywek wróciła drużyna Junost' Mińsk.
Podobnie, jak w poprzedniej edycji rozgrywki odbyły się systemem kołowym, tj. mecz każdy z każdym. Rozgrywki składały się z dwóch faz. W pierwszej uczestniczyło wszystkie 12 zespołów podzielone na dwie sześciozespołowe grupy. Najlepsza drużyna z każdej z grup awansowała do finału, który odbył się w stolicy państwa – Mińsku w hali Pałacu Sportu.

## Faza grupowa
Grupa A
|                        | M | Pkt | Z | Zd | Pd | P | G+ | G- | +/− |
| ---------------------- | - | --- | - | -- | -- | - | -- | -- | --- |
| Mietałłurg Żłobin      | 5 | 14  | 4 | 1  | 0  | 0 | 16 | 5  | +11 |
| HK Szachcior Soligorsk | 5 | 9   | 2 | 1  | 1  | 1 | 16 | 10 | +6  |
| HK Lida                | 5 | 9   | 2 | 1  | 1  | 1 | 13 | 12 | +1  |
| HK Brześć              | 5 | 7   | 2 | 0  | 1  | 2 | 14 | 17 | –3  |
| HK Witebsk             | 5 | 3   | 1 | 0  | 0  | 4 | 12 | 19 | –7  |
| Junost’ Mińsk (MHL)    | 5 | 3   | 1 | 0  | 0  | 4 | 12 | 20 | –8  |

Grupa B
|                       | M | Pkt | Z | Zd | Pd | P | G+ | G- | +/− |
| --------------------- | - | --- | - | -- | -- | - | -- | -- | --- |
| Junost' Mińsk         | 5 | 15  | 5 | 0  | 0  | 0 | 26 | 9  | +17 |
| HK Nioman Grodno      | 5 | 12  | 4 | 0  | 0  | 1 | 30 | 8  | +22 |
| HK Homel              | 5 | 9   | 3 | 0  | 0  | 2 | 24 | 14 | +10 |
| Chimik-SKA Nowopołock | 5 | 3   | 1 | 0  | 0  | 4 | 9  | 27 | –18 |
| HK Mohylew            | 5 | 3   | 1 | 0  | 0  | 4 | 8  | 30 | –22 |
| Białoruś U-20         | 5 | 3   | 1 | 0  | 0  | 4 | 7  | 16 | –9  |

     Drużyna awansowała do finału.

## Finał
| 1 września 2013 | Mietałłurg Żłobin | 0:6 | Junost’ Mińsk | Pałac Sportu, Mińsk |

| Szczegóły      | Szczegóły | Szczegóły       | Szczegóły | Szczegóły                                                                |
| -------------- | --------- | --------------- | --- | ------------------------------------------------------------------------ |
| Godzina: 17:00 |           | (0:2, 0:3, 0:1) | 09:47 (EQ) Georgij Jaskiewicz 13:37 (EQ) Denis Dalidowicz 24:30 (PP) Pawieł Razwadowskij 35:43 (PP) Aleksandr Borowkou 38:13 (EQ) Aleksandr Borowkou 43:09 (EQ) Aleksander Semoczkin | Widzów: 1800 Sędzia główny: Petr Amosou Sędziowie liniowi: Wiktor Pliats |
| Godzina: 17:00 | 14 min.   |                 | 16 min. | Widzów: 1800 Sędzia główny: Petr Amosou Sędziowie liniowi: Wiktor Pliats |